# الاگامووا
الاگامووا (به لاتین: Elagamuwa) یک منطقهٔ مسکونی در سری‌لانکا است که در استان جنوبی (سری‌لانکا) واقع شده‌است.